# ناپدید شدن (فیلم ۲۰۲۱)
ناپدید شدن (به انگلیسی: Vanishing) یا ناپدید شدن: پرونده حل‌نشده (به انگلیسی: Vanishing: Unsolved Case) فیلمی محصول سال ۲۰۲۱ و به کارگردانی دنیس دیکورت است. در این فیلم بازیگرانی همچون یو یون-سوک، اولگا کوریلنکو، یه جی-وون، لی سونگ-جون، سونگ جی-رو و انوپام تریپاتی ایفای نقش کرده‌اند.